# Hostiaz
Hostiaz, est une ancienne commune française située dans le département de l'Ain en région Auvergne-Rhône-Alpes. Le 1er janvier 2019, elle devient commune déléguée de Plateau d'Hauteville.

## Géographie
Elle se situe dans la région historique du Bugey, en limite du plateau d'Hauteville et de la cluse des Hôpitaux.

## Histoire
Le 1er janvier 2019, la commune s'unit avec Cormaranche-en-Bugey, Hauteville-Lompnes et Thézillieu pour former la commune nouvelle de Plateau d'Hauteville actée par un arrêté préfectoral du 12 décembre 2018, dont elle constitue une commune déléguée.

## Toponymie
La commune était officiellement orthographiée Hostias depuis la Troisième République jusqu'aux années 2000, malgré l'usage constant de la graphie locale traditionnelle Hostiaz. La commune a retrouvé cette graphie par un décret du ministère de l'Intérieur du 10 août 2007.

## Politique et administration
Le nombre d'habitants de la commune étant inférieur à 100, le nombre de membres du conseil municipal est de 7.

### Liste des maires successifs
| Nom | Nom                | Période    | Période      | Parti | Qualité |
| --- | ------------------ | ---------- | ------------ | ----- | ------- |
|     | Max Pey            | 1981       |              | DVD   |         |
|     | Jean Nigoul        | juin 1995  | 2009         | DIV   |         |
|     | Henriette Bouclier | 2009       | avril 2015   | DIV   |         |
|     | Sébastien Bévoz    | avril 2015 | janvier 2019 | DVD   |         |

### Liste des maires délégués
| Nom | Nom             | Période      | Période  | Parti | Qualité |
| --- | --------------- | ------------ | -------- | ----- | ------- |
|     | Sébastien Bévoz | janvier 2019 | en cours | DVD   |         |

## Population et société

### Démographie
L'évolution du nombre d'habitants est connue à travers les recensements de la population effectués dans la commune depuis 1793. Pour les communes de moins de 10 000 habitants, une enquête de recensement portant sur toute la population est réalisée tous les cinq ans, les populations de référence des années intermédiaires étant quant à elles estimées par interpolation ou extrapolation. Pour la commune, le premier recensement exhaustif entrant dans le cadre du nouveau dispositif a été réalisé en 2008.
En 2018, la commune comptait 87 habitants, en évolution de +2,35 % par rapport à 2012 (Ain : +5,15 %, France hors Mayotte : +2,11 %).
| 1793 | 1800 | 1806 | 1821 | 1831 | 1836 | 1841 | 1846 | 1851 |
| ---- | ---- | ---- | ---- | ---- | ---- | ---- | ---- | ---- |
| 414  | 455  | 557  | 474  | 464  | 456  | 456  | 464  | 472  |

| 1856 | 1861 | 1866 | 1872 | 1876 | 1881 | 1886 | 1891 | 1896 |
| ---- | ---- | ---- | ---- | ---- | ---- | ---- | ---- | ---- |
| 451  | 418  | 368  | 314  | 304  | 287  | 317  | 309  | 292  |

| 1901 | 1906 | 1911 | 1921 | 1926 | 1931 | 1936 | 1946 | 1954 |
| ---- | ---- | ---- | ---- | ---- | ---- | ---- | ---- | ---- |
| 281  | 289  | 249  | 209  | 202  | 156  | 146  | 120  | 110  |

| 1962 | 1968 | 1975 | 1982 | 1990 | 1999 | 2006 | 2008 | 2013 |
| ---- | ---- | ---- | ---- | ---- | ---- | ---- | ---- | ---- |
| 95   | 89   | 59   | 48   | 56   | 62   | 76   | 80   | 86   |

| 2018 | - | - | - | - | - | - | - | - |
| ---- | - | - | - | - | - | - | - | - |
| 87   | - | - | - | - | - | - | - | - |

## Culture locale et patrimoine

### Lieux et monuments
- Ruines ? du prieuré de Saint-Sulpice[Note 2]
- Panorama depuis La Charbonnière.